# Tumba romana de Silistra
La Tumba romana de Silistra (en búlgaro: Римска гробница в Силистра, romanizado: Rimska grobnitsa v Silistra) es una antigua tumba romana en la ciudad de Silistra en el noreste de Bulgaria. Datada a mediados del siglo IV d. C., es el monumento arquitectónico mejor conservado de la ciudad romana de Durostorum. La tumba está considerada «uno de los monumentos más investigados y discutidos del arte tardoantiguo en Bulgaria» y los Balcanes, debido en gran parte a la calidad y extensión de sus frescos.

## Historia
Aunque la influencia del cristianismo ya había llegado a Silistra, la Tumba romana es claramente un ejemplo de arte pagano encargado por un propietario pagano. Por ello, se considera probable que sea anterior a la persecución del paganismo romano por parte de Teodosio I. También es probable que su construcción precediera a la invasión goda de Durostorum de 376-378, que causó una gran agitación en la ciudad. La invasión pudo provocar la huida de la ciudad de la familia del maestro representado en la tumba, lo que explica la ausencia de enterramientos en la tumba. En cualquier caso, la tumba debe adscribirse estilísticamente al siglo IV y concretamente al reinado de Teodosio I.
Fue descubierta casualmente en 1942 en las afueras del sur de Silistra, una importante ciudad de Dobruja Meridional a orillas del bajo Danubio. Silistra acababa de ser transferida por Rumania a Bulgaria en el marco de los Acuerdos de Craiova de 1940. Desde 1984, figura en la lista indicativa del Patrimonio de la Humanidad de la Unesco.

## Arquitectura y frescos

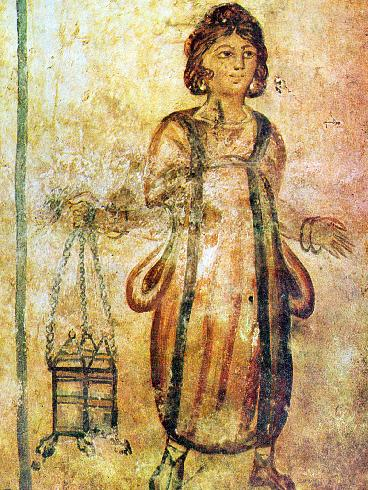
Fresco que representa a una sirvienta llevando regalos a la familia del amo.

La tumba de piedra presenta una única cámara funeraria y mide 3,30 × 2,60 m. Tiene una orientación oeste-este, con la entrada en el muro este y una bóveda semicilíndrica de ladrillo. Se encuentra entre las ruinas de una necrópolis de la Antigüedad tardía que incluía otras estructuras similares.
Placas de cerámica, de forma rectangular y pintadas con la técnica del fresco seco, cubren la totalidad de su suelo. A diferencia de la mayoría de las tumbas romanas conocidas de la época en los Balcanes, todo el interior está cubierto por pinturas murales multicolores. Las paredes norte, sur y este presentan una procesión de siervos, mientras que los frescos del muro occidental, justo enfrente de las entradas, representan al maestro y a su esposa.
Un friso que recorre las paredes de la tumba contiene once paneles con los retratos de esclavos y esclavas que llevan diversos regalos y prendas de vestir a los amos.  La procesión discurre a ambos lados del panel central que retrata a los amos, lo que proporciona una composición simétrica. La decoración de la tumba también incluye escenas de caza, candelabros, plantas y animales, como pavos reales y palomas. En conjunto, el notable nivel de conservación de la decoración y la calidad de las pinturas murales hacen de la tumba un «ejemplo único de arte y vida» en las regiones exteriores del Imperio romano durante el turbulento siglo IV.
Está situada en la intersección de las calles Sedmi Septemvri y Boyka Voyvoda de la ciudad. Desde 2016, solo se puede visitar previa reserva en el Museo Histórico Regional de Silistra.